# Bayou
En bayou er et lille vandområde med langsomt løbende eller stillestående vand. Det kan fx være en meander, der er blevet isoleret fra hovedløbet af en flod eller lignende. I mange bayous skyldes de eneste strømninger vind eller tidevand. Der kan også være tale om en mindre forgrening af en flod, hvor vandet strømmer med væsentlig lavere hastighed end i hovedløbet. Mange bayous er hjemsted for ikke mindst skaldyr som krebsdyr og muslinger, fx Bayou Coquille i det sydlige Louisiana, der simpelthen er opkaldt efter coquille muslingen.

## Oprindelse
Ordet bayou kommer sandsynligvis fra et ord fra choctaw stammens sprog, bayouk, der betyder "lille vandløb". Ordet anvendes typisk i de amerikanske sydstater, ikke mindst i den del af Louisiana, der kaldes Acadia, hvor udtrykket i vid udstrækning er knyttet sammen med cajun kulturen. Også den kreolske kultur knyttes ofte til bayou begrebet. Men udtrykket anvendes fra Texas til Alabama.
Houston i Texas kaldes Bayou City primært på grund af den lange Buffalo Bayou, der går gennem byen. New Orleans har sin egen bayou, Bayou St. John, og i området omkring denne by findes der mange bayous.

## Bayou i populærkulturen
I populærkulturen, ikke mindst i horror film, forbindes bayous ofte med noget mystisk og dystert, spøgelsesagtigt. Adskillige sange omtaler bayous, fx Roy Orbisons Blue Bayou, som nok er mest kendt med Linda Ronstadt. Creedence Clearwater Revival har nummeret Born on the Bayou på albummet Bayou Country, og det gamle Hank Williams hit Jambalaya hedder i virkeligheden Jambalaya (on the Bayou) og i omkvædet til denne sang hedder det blandt andet "Son of a gun, we'll have big fun on the bayou". I filmen Forrest Gump, har Forrest sin rejebåd, Jenny, liggende i Bayou La Batre i Alabama.

## Eksterne referencer
- Definition af Baou fra Dictionary.Com (engelsk)